# Аль-Анани, Халед
Халед аль-Анани (араб. خالد العناني‎; родился 14 марта 1971 года в Гизе) — египетский египтолог и политик. Он был министром по делам древностей с 23 марта 2016 года и министром туризма и древностей с 29 декабря 2019 года по 13 августа 2022 года.

## Биография
Аль-Анани изучал египтологию в Хелуанском университете с целью стать туристическим гидом. Позже он получил степени магистра и доктора философии в Университете Поля Валери в Монпелье в 2001 году. Затем он стал преподавать будущим экскурсоводам в качестве профессора египтологии в Хелуанском университете, а с 2011 года на факультете туризма и гостиничного менеджмента. Он также преподаёт древнеегипетский язык в нескольких университетах по всему миру, включая Университет Палермо, Университет Поля-Валери в Монпелье и Бранденбургский технологический университет . Кроме того, он стал членом нескольких научных учреждений, в частности, членом-корреспондентом Немецкого археологического института в Берлине, а также младшим научным сотрудником и членом совета директоров Французского института восточной археологии (ИФАО). В октябре 2014 года он стал 18-м генеральным директором Национального музея египетской цивилизации (NMEC).
23 марта 2016 года аль-Анани был назначен министром древностей в правительстве Шерифа Исмаила. За время своего пребывания в должности ему удалось собрать средства на строительство Большого Египетского музея и отремонтировать другие исторические здания, такие как дворец барона Эмпена, Греко-римский музей и синагогу Элияху Ханави.Он также организовывал пресс-конференции после археологических открытий для продвижения туризма. Кроме того, поощряя население Египта проявлять больший интерес к истории Древнего Египта, он среди прочего рассчитывал бороться с экстремизмом.
Он сохранил свой пост, когда в 2018 году было назначено новое правительство Мустафы Мадбули. Во время кадровых перестановок 22 декабря 2019 года в его портфолио была добавлена область туризма и он стал министром туризма и древностей. В результате перестановок в кабинете министров 13 августа 2022 года на посту министра туризма и древностей его сменил Ахмед Исса. В отличие от предшественника он не располагает профильной профессиональной или научной подготовкой, а является выходцем из бизнеса.

## Награды
- Рыцарь Ордена искусств и литературы (2015)[11]
- Серебряная медаль за заслуги перед культурой – Глория Артис (2020)[12]